# Cinema Komunisto
Cinema Komunisto és un film documental serbi realitzat per Mila Turajlic i estrenat l'any 2011.

## Sinopsi
A través del testimoni de Leka Konstantinovic, projeccionista personal del president Josip Broz Tito durant 32 anys, es narra la història del cinema a Iugoslàvia, mitjà molt ben valorat per Tito. El 1945 es van crear a Belgrad els studios Avala Film, que arribarien a tindre una quarta part de la producció del cinema iugoslau. Esdevé una peça clau en la cultura popular del país arran del trencament entre Tito i Stalin, quan Iugoslàvia s'obri a les produccions americanes. La pel·lícula destaca pel treball d'arxiu, amb metratge inèdit, del cinema iugoslau.